# Josip Viktor Ribič
Josip Viktor Ribič, slovenski pravnik in publicist, * 16. februar 1846 Šetarova, † 5. marec 1874, Maribor. 

## Življenje in delo
Ribič je obiskoval gimnazijo v Mariboru in Gradcu, kjer je tudi dokončal študij prava. Po opravljeni vojaščini je eno leto služboval na mariborskem sodišču, nato pa je bil v Mariboru odvetniški pripravnik. Njegovo zaradi zgodnje smrti sicer maloštevilno publicistično delo dokazuje, da je bil razgledan, duhovno živahen in narodno zaveden. Že 1870 je  napisal članek Loterija in loterijska posojila ter Strikes (štrajk): prvi govori o škodljivosti gospodarskega liberalizma, drugi pa ugotavlja množeče se pojave delavskih stavk, ki jih delno zagovarja in ob njih opozarja na zaostrujoče se socialno vprašanje. O svetovni politični zgodovini je napisal več člankov: Nikolo Machiavelli, s širšo podobo italijanske preteklosti; Junius in njegova pisma, iz angleške zgodovine konec 18. stol.; po ruskem izvirniku pa je posnet članek o začetku ruskega pomorstva, Peter Veliki in njegova graditev moderne države. Že kot gimnazijski dijak se je zanimal za stenografijo ter po prihodu v Gradec postal član tirolskega stenografskega društva. Josip Jurčič je ponatisnil njegova članka Nikolo Machiavelli  in Tesnopis ali stenografija. J. Pajk pa je iz Ribičeve zapuščine objavil  Črtice iz mojega vojaškega življenja (Zora, 1874). Ko je cesarjeva odredba (29. jul. 1870) dopustila na graški pravni fakulteti nekatera predavanja v slovenskem jeziku, se je Ribič prijavil na mesto profesorja a brez uspeha.